# Wagoner (Oklahoma)
Wagoner – miasto w Stanach Zjednoczonych, w stanie Oklahoma, siedziba administracyjna hrabstwa Wagoner.